# 山根収
山根 収（やまね おさむ、1970年3月13日 - ）は、さんいん中央テレビ (TSK) のアナウンサー、報道制作局報道部の副部長。島根県隠岐郡出身。

## 来歴
島根県隠岐郡都万村（現・隠岐の島町）出身。島根県立隠岐高等学校、広島大学学校教育学部（現・教育学部）卒業、同大学院学校教育学研究科修了。
大学院を修了後、1994年4月に山陰中央テレビに入社。それから4年後の1998年4月に気象予報士の資格を取得した。
現在は夕方のキャスターを担当。

## 担当番組
- 春の高校バレー - 実況[4]
- TSKスーパーニュース - キャスター[5]、気象情報コーナー担当
- 日本プロバスケットボールリーグ - 実況
- 第31回まつえレディースハーフマラソン（2010年3月21日） - 第1放送車実況
- TSK みんなのニュース - 気象情報コーナー担当
- プライムニュースさんいん - 2018年4月から10月まで気象情報コーナー担当、2018年10月からキャスター
- TSK Live News イット! - キャスター（月曜 - 木曜）